# جایزه هنرهای تصویری کانادا
جایزه هنرهای تصویری کانادا (انگلیسی: Canadian Screen Awards؛ فرانسوی: Les prix Écrans canadiens‎) نام جایزه‌ای است که در کشور کانادا به برترین‌های صنعت سینما، تلویزیون و سایر تولیداتِ رسانه‌های تصویری دیجیتال اهدا می‌شود.
این جایزه که از سال ۲۰۱۳ میلادی، با ادغامِ جوایز جمینای و جوایز جینی در یکدیگر، بنیان نهاده شد،
معتبرترین جایزهٔ سینمایی و تلویزیونی کانادا محسوب می‌شود و معادلِ کانادایی جایزه اسکار و جایزه امی در ایالات متحده آمریکا است.